# エルセイド・ヒサイ
エルセイド・ヒサイ（Elseid Hysaj, 1994年2月2日 - ）は、アルバニア・シュコドラ出身のサッカー選手。セリエA・SSラツィオ所属。アルバニア代表。ポジションはディフェンダー。

## 経歴

### クラブ
2009年からイタリアのエンポリFCのユースチームで育ち、2012年にトップチームへ昇格。2011年11月24日には下部組織所属ながらもコッパ・イタリアのACFフィオレンティーナ戦にてトップチームの試合にフル出場している。
2013-14シーズンはセリエBで32試合に出場し、2位でシーズンを終え、エンポリのセリエA昇格に貢献する。
2015年、エンポリ時代の恩師であるマウリツィオ・サッリが監督を務めるSSCナポリへ移籍。契約期間は5年。右サイドバックで定位置を掴み、2018-19シーズン終了後には、サッリが監督を務めるチェルシーFCやアトレティコ・マドリードへの移籍のため、退団することを明言した。結局、このシーズンは残留したが、その後もシーズンが終わるたびに退団が噂され、2020-21シーズン終了後に退団した。
2021年、マウリツィオ・サッリが監督を務めるSSラツィオへ移籍。契約期間は4年。加入直後に歌った歌が、ラツィオのウルトラスを刺激し、批判を受けた。

### 代表
年代別のアルバニア代表に選出され、2013年2月6日、ジョージアとの親善試合で18歳にしてアルバニアA代表デビューを果たす。
2014 FIFAワールドカップ・ヨーロッパ予選にアルバニア代表の一員として出場するも、チームは予選敗退となった。
UEFA EURO 2016予選にはアルバニア代表として6試合に出場し、アルバニア代表史上初のUEFA欧州選手権出場に貢献した。
UEFA EURO 2024に選出

## 個人成績

### クラブ
| シーズン | クラブ   | リーグ  | リーグ | リーグ | リーグカップ | リーグカップ | 国際大会 | 国際大会 | その他 | その他 |
| シーズン | クラブ   | リーグ  | 出場   | 得点   | 出場         | 得点         | 出場     | 得点     | 出場   | 得点   |
| -------- | -------- | ------- | ------ | ------ | ------------ | ------------ | -------- | -------- | ------ | ------ |
| 2011-12  | エンポリ | セリエB | 0      | 0      | 1            | 0            | —        | —        | 1      | 0      |
| 2012-13  | エンポリ | セリエB | 34     | 0      | 1            | 0            | —        | —        | 35     | 0      |
| 2013-14  | エンポリ | セリエB | 32     | 1      | 2            | 0            | —        | —        | 34     | 1      |
| 2014-15  | エンポリ | セリエA | 36     | 0      | 3            | 0            | —        | —        | 39     | 0      |

### 代表
2023年9月10日現在
- 国際Aマッチ 80試合2得点（年 - ）

| アルバニア代表 | 国際Aマッチ | 国際Aマッチ |
| 年             | 出場        | 得点        |
| -------------- | ----------- | ----------- |
| 2013           | 5           | 0           |
| 2014           | 7           | 0           |
| 2015           | 5           | 0           |
| 2016           | 11          | 0           |
| 2017           | 9           | 0           |
| 2018           | 7           | 0           |
| 2019           | 8           | 1           |
| 2020           | 4           | 0           |
| 2021           | 9           | 1           |
| 2022           | 9           | 0           |
| 2023           | 6           | 0           |
| 通算           | 80          | 2           |

## タイトル

### クラブ
ナポリ
- コッパ・イタリア：2019-20